# Sinogeotrupes masumotoi
Sinogeotrupes masumotoi es una especie de coleóptero de la familia Geotrupidae.

## Distribución geográfica
Habita en Vietnam.